# 邗江县人民医院
邗江县人民医院，是中国江苏省的一所医院，为二级甲等医院，位于扬州市沿河街51号。

## 规模
邗江县人民医院总床位250张，日门诊量279人次。